# 约梅雷
约梅雷是巴西圣卡塔琳娜州的一个市镇。总面积114.735平方公里，总人口2558人，人口密度22.3人/平方公里。